# Список островов озера Эри
Основная статья: Список островов Великих озёр
Большинство островов озера Эри (Канада — США) административно относятся к округу Оттава (штат Огайо, США), так как сгруппированы в западной, самой мелкой части озера. Многие из островов озера Эри являются популярным местом отдыха для туристов обеих стран, до них курсируют паромы, на некоторых островах есть маленькие аэродромы и стоянки яхт. Эти острова, а также города Огайо Сандаски и Порт-Клинтон в связи с этим зовутся «Страной каникул».
Геологически острова озера Эри сформированы из известняка типа англ. Columbus Limestone силурийского периода.
Население островов живёт, в основном, за счёт туризма. Также на некоторых островах развито виноделие, есть так называемые «мини-фермы», на других — всё ещё функционируют карьеры по добыче известняка.

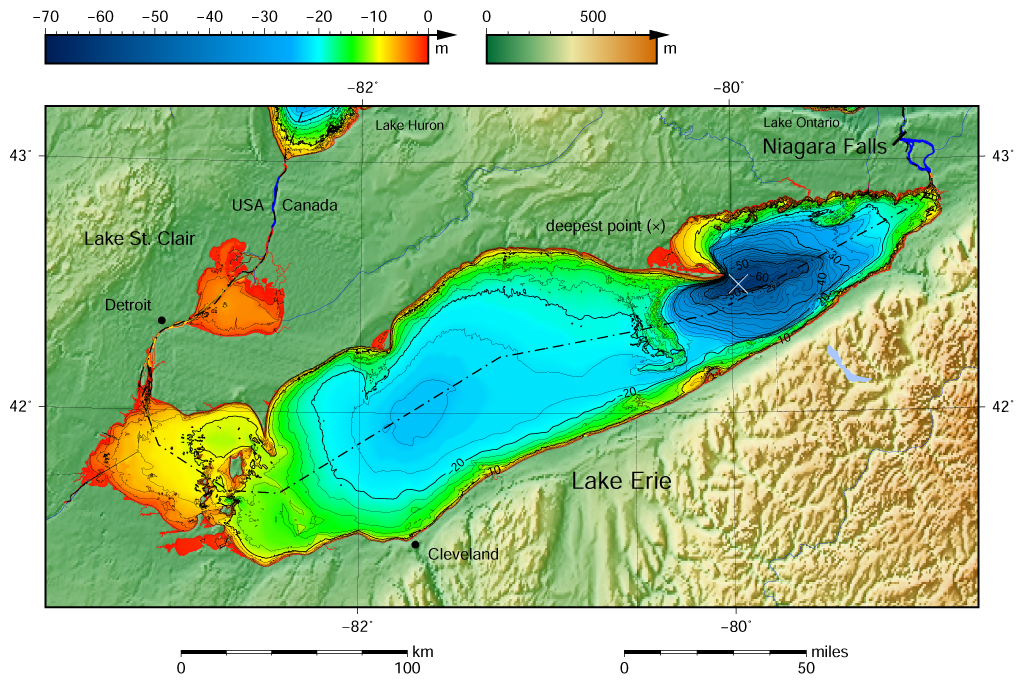
Карта глубин озера Эри. Как видно, острова озера сгруппированы в его западной, самой мелкой части.
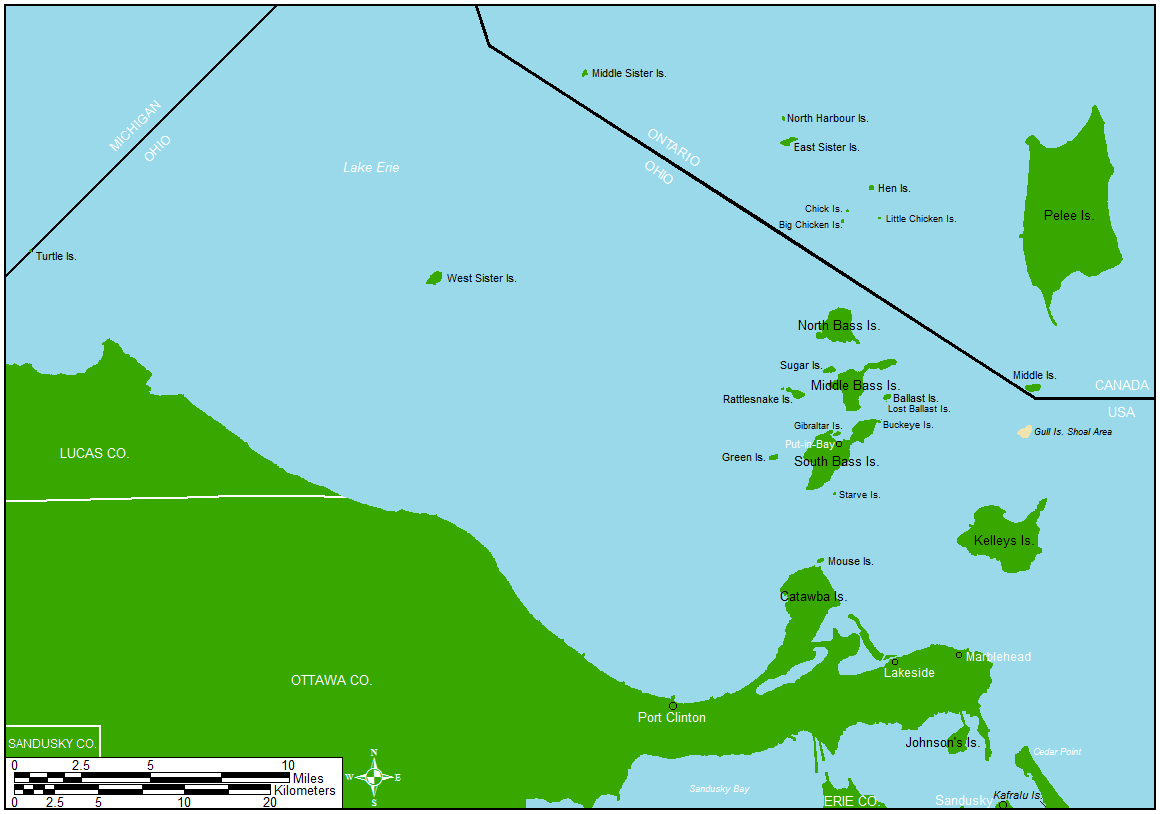
Карта островов озера Эри

## Острова
Сортировка по убыванию площади
| Название      | Фото | Площадь, км² | Население (год переписи/оценки) | Принадлежность, комментарии, достопримечательности, ссылки |
| ------------- | ---- | ------------ | ------------------------------- | --- |
| Пили          |      | 41,79        | 171 (2011)                      | Онтарио. Крупнейший остров Канады в озере Эри; самая южная населённая точка Канады. |
| Келлис-Айленд |      | 11,42        | 313 (2012)                      | Огайо. Крупнейший остров США в озере Эри. Часть острова занимает одноимённый парк штата. |
| Саут-Басс     |      | 6,428        | 631 (2000)                      | Огайо. Входит в группу островов Басс. Исторический маяк (раб. 1897—1962), мемориал победы Перри и мира во всём мире. |
| Мидл-Басс     |      | 3,258        | обитаем                         | Огайо. Входит в группу островов Басс. На острове расположена винодельня «Золотой орёл», функционирующая с 1850-х годов. Крупнейший производитель вина в США в 1875 году. |
| Норт-Басс     |      | 2,786        | ок. 24 (2007)                   | Огайо. Входит в группу островов Басс. Бо́льшую часть острова занимает одноимённый парк штата. |
| Джонсонс      |      | 1,215        | обитаем                         | Огайо. Во время Гражданской войны на острове находился лагерь военнопленных, через который за три года существования прошли около 15 тысяч человек. Крупное кладбище. |
| Рэтлснейк     |      | 0,344        | 2 (2000)                        | Огайо. Остров получил своё название в честь обитавших здесь во множестве ядовитых змей вида цепочный карликовый гремучник. Ныне доступ на остров имеют только 65 членов закрытого «Клуба острова Рэтлснейк». Несмотря на размер и население, остров имеет собственную почту (1966—1989 и 2005 — настоящее время). |
| Уэст-Систер   |      | 0,311        | 0 (2017)                        | Огайо. Остров полностью является заповедником, доступ на него разрешён только исследователям. Маяк, работающий с 1848 года — один из старейших ныне функционирующих маяков Великих озёр. |
| Мидл          |      | 0,185        | 0 (2017)                        | Онтарио. Самая южная точка Канады. В 100 метрах к юго-западу от острова проходит морская граница между Канадой и США. Остров является частью национального парка Пойнт-Пили, но официально доступ на него посетителям закрыт. Также остров признан так называемой Территорией природного и научного интереса.     |
| Ист-Систер    |      | 0,15         | 0 (2017)                        | Онтарио. Остров является заповедником. Тысячи птиц, особо много ушастых бакланов. |
| Шугар         |      | 0,123        | обитаем                         | Огайо. Частный остров. |
| Грин          |      | 0,069        | 0 (2017)                        | Огайо. Остров является заповедником, доступ на него гражданам закрыт. |
| Балласт       |      | 0,049        | 7                               | Огайо. Частный остров, на котором проживает одна семья: муж, жена и их пятеро детей. Рядом находится крохотный необитаемый островок Лост-Балласт (на фото — справа). |
| Мидл-Систер   |      | 0,039        | 0 (2017)                        | Онтарио. По состоянию на февраль 2017 года остров продаётся за 888 888 долларов. |
| Мохоук        |      | 0,039        | 0 (2017)                        | Онтарио. Руины маяка (1848—1969). Остров является заповедником, доступ туда ограничен, а с 1 апреля по 31 июля — запрещён. |
| Гибралтар     |      | 0,026        | обитаем                         | Огайо. 15-комнатный особняк-замок Дом Джея Кука (постр. 1865) и несколько других зданий, построенных в 1900—1930 гг. Лаборатория Университета Огайо — старейшая пресноводная биологическая полевая станция в США (раб. с 1895).                                                                                   |
| Старв         |      | 0,008        | 0 (2017)                        | Огайо. |
| Тартл         |      | 0,005        | 0 (2017)                        | Огайо/ Мичиган. Частный остров. Несмотря на крохотный размер, остров административно разделён между двумя штатами, в США всего 19 островов такого типа. Руины маяка (1866—1904). |
| Маус          |      |              | 0 (2017)                        | Огайо. Частный остров. В конце XIX века островом владел Президент США Ратерфорд Бёрчард Хейс, который построил здесь два домика, «ручной паром» до «большой земли», теннисный корт. В 1930-х годах остров опустел, все имевшиеся на нём здания и сооружения сгорели или разрушились от отсутствия ухода.          |
| Индиан        |      |              | 0 (2017)                        | Мичиган. Остров необитаем, и люди никогда на нём не жили. |
| Хен           |      |              | обитаем                         | Онтарио. Островом с 1898 года владеет «Рыболовный клуб Куиннебог». Остров Хен (рус. Курица) окружают мелкие необитаемые островки-«цыплята»: Биг-Чикен, Чик и Литл-Чикен. |
| Норт-Харбор   |      |              | обитаем                         | Онтарио. Частный остров, имеется один дом и один сарай. |
| Райерсонс     |      |              | обитаем                         | Онтарио. |
| Секонд        |      |              | 0 (2017)                        | Онтарио. Остров необитаем, и люди никогда на нём не жили. |
| Бакай         |      |              | 0 (2017)                        | Огайо. Частный остров, одна семья владеет им с 1916 года. |
| Сноу          |      |              | 0 (2017)                        | Онтарио. Остров необитаем, и люди никогда на нём не жили. |
| Гард          |      |              | 0 (2017)                        | Мичиган. Остров необитаем, европейские поселенцы никогда на нём не жили, но в одном месте были обнаружены следы пребывания здесь индейцев. |
| Бёрд          |      |              | 0 (2017)                        | Нью-Йорк. Административно принадлежит городу Буффало. Представляет собой узкий каменный пирс, построенный в 1860 году, протянувшийся от южной части острова Юнити, лежащего в акватории реки Ниагара. |

## «Почти острова»[фр.]
- Галл — песчаная отмель, часть острова Мидл. Была отдельным островом до конца XIX века и называлась тогда Остров чаек.
- Катоба-Айленд[англ.] — тауншип Огайо с населением 3157 человек (2000), проживающих на площади 14,8 км². Первые европейские поселенцы прорыли ров, отделивший полуостров от «большой земли», но ныне он исчез, и остров Катоба стал, как и прежде, полуостровом, хотя слово Айленд в названии осталось[20].
- Парк штата Преск-Айл[англ.] в Пенсильвании занимает 12,594 км² и принимает более четырёх миллионов посетителей ежегодно. Он расположен на полуострове, едва-едва соединённом с берегом[21]. Также он действительно становился островом, по крайней мере несколько раз в XIX веке, достоверно известно о длительном «островном периоде» с 1832 по 1864 год. С 1950-х годов в парке ведутся противоэрозийные работы: построены бетонные противонагонные дамбы, волнорезы (англ. groyne), поэтому в обозримом будущем парк вряд ли снова превратится в остров[22].
- Кафралу[англ.]. Искусственный остров под таким названием был насыпан в 1891—1911 году близ парка развлечений Cedar Point. Местный житель Луис Е. Вагнер с сыновьями создавали этот остров на протяжении 20 лет. Окончив работу, они поставили на острове несколько домиков. В 1930-х годах остров был соединён с Cedar Point, в 1941 году продан компании Cedar Fair[англ.][23].

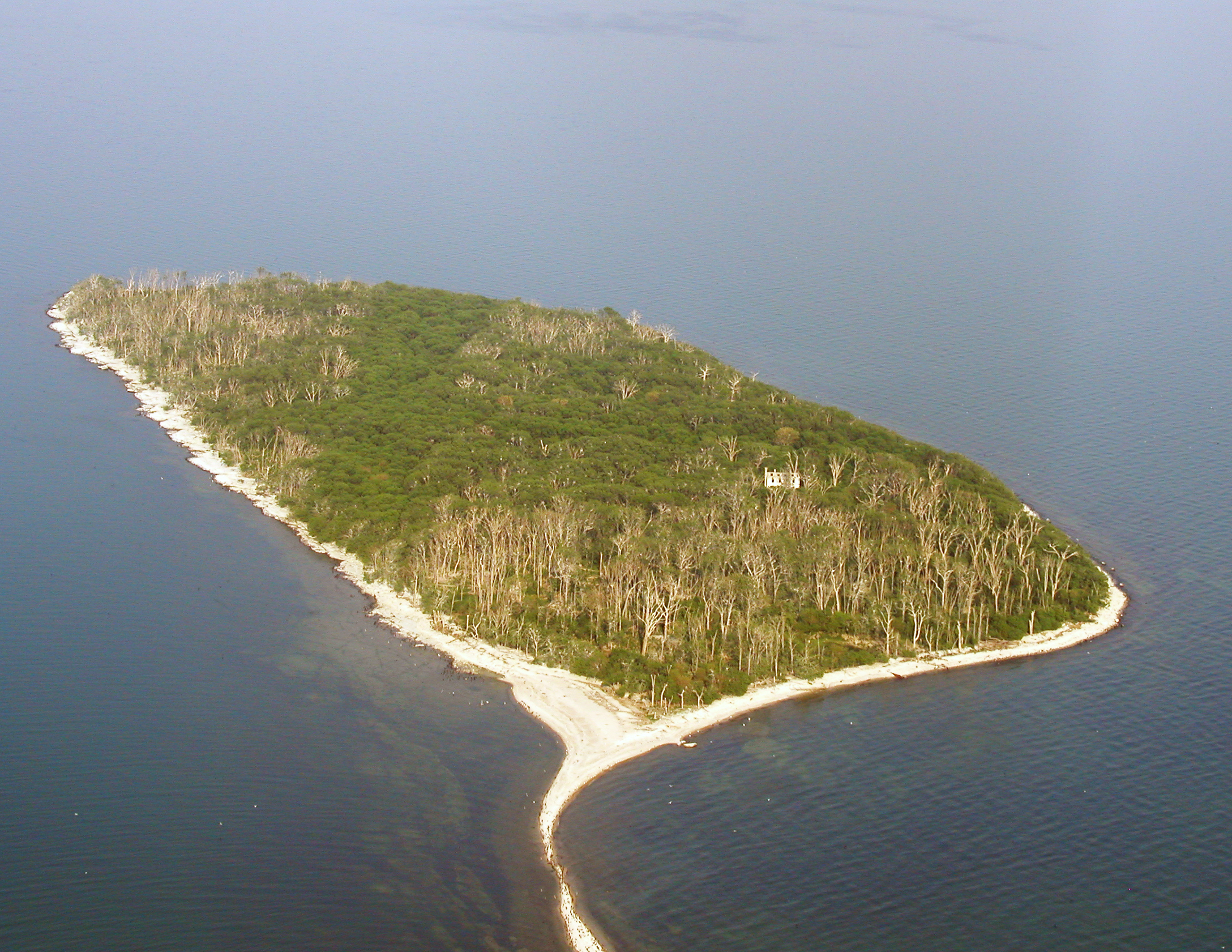
Остров Мидл. В нижней части фото — отмель Галл.
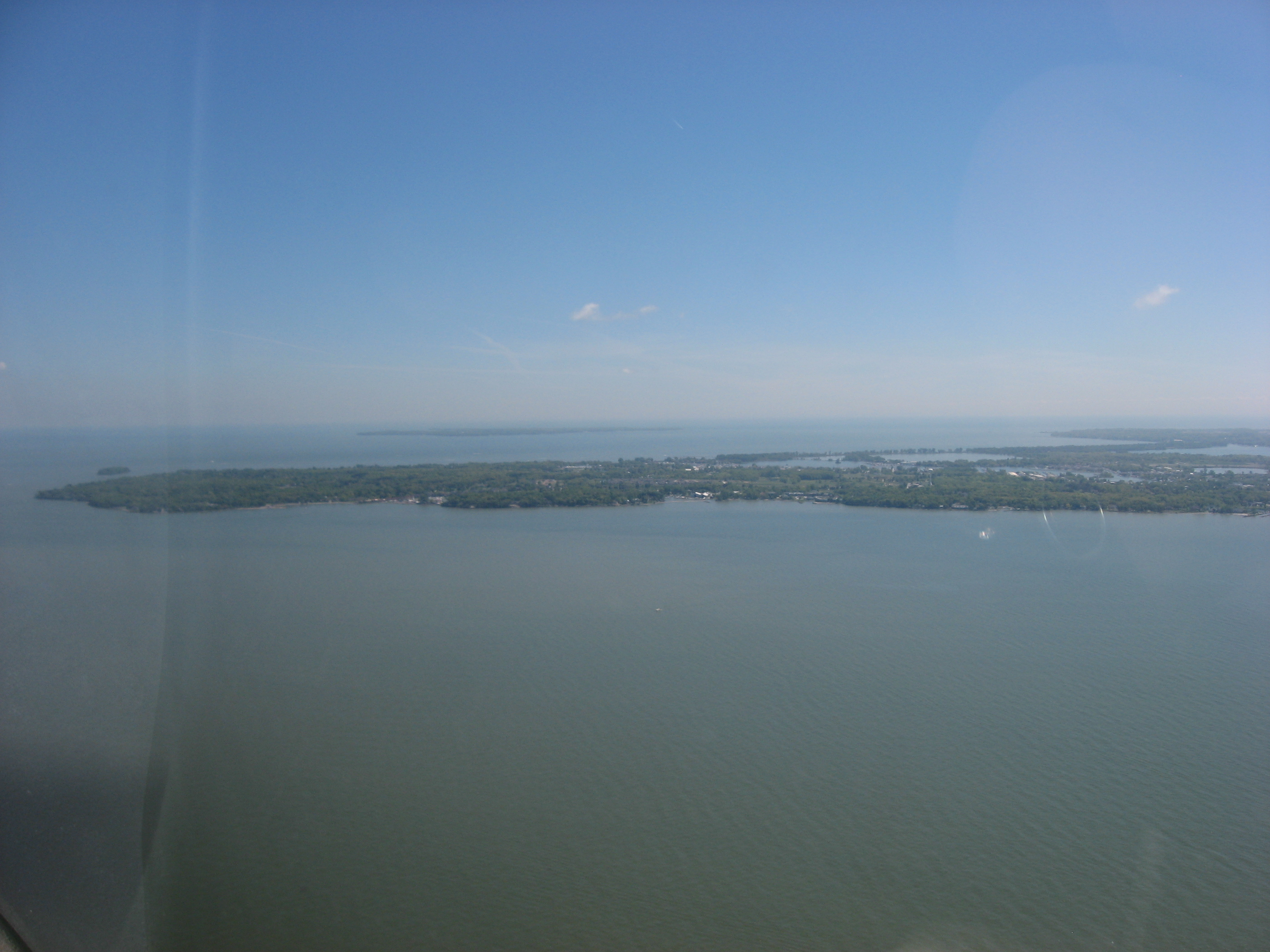
Катоба-Айленд[англ.]
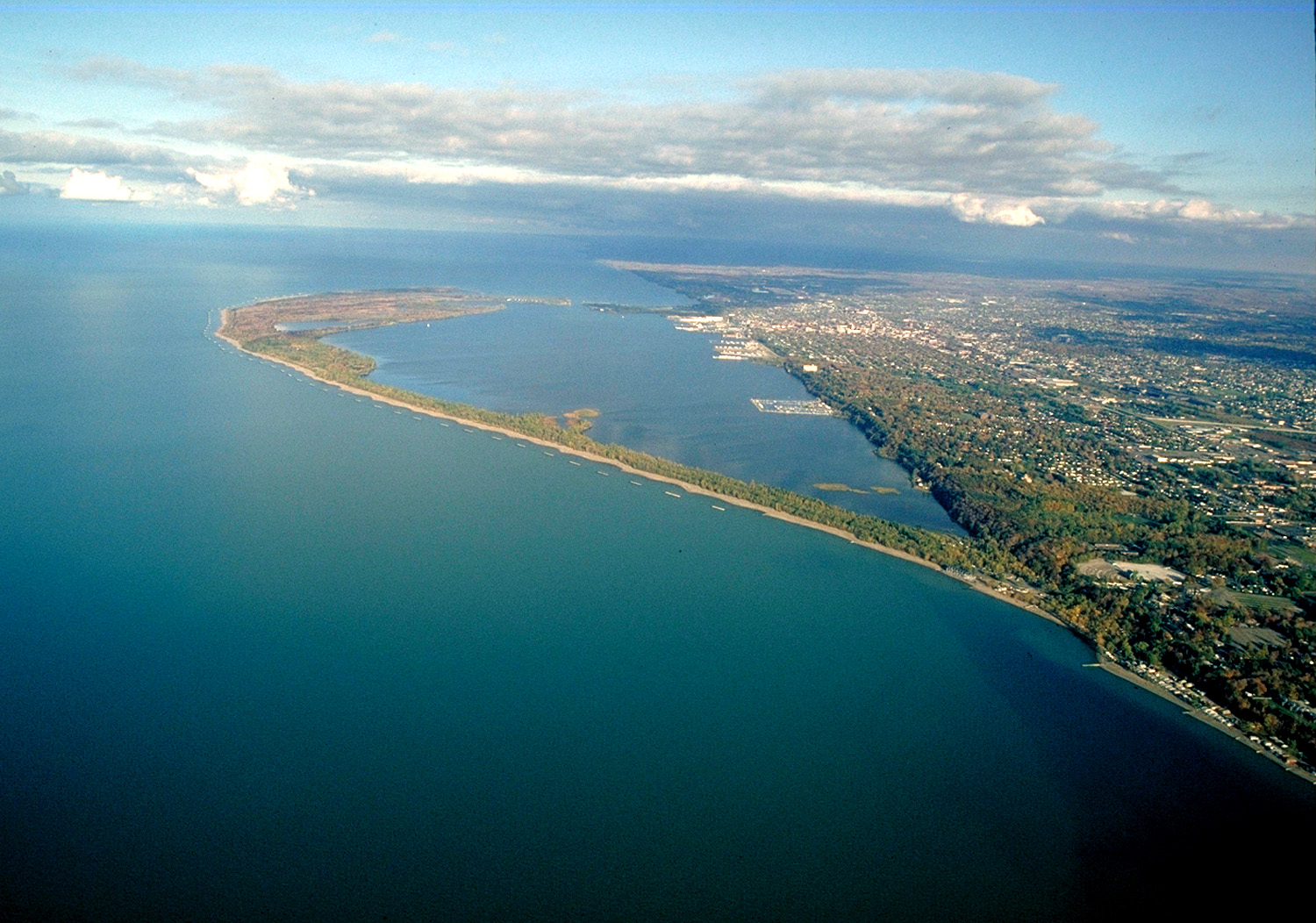
Парк штата Преск-Айл[англ.] (тонкая дуга-полуостров).
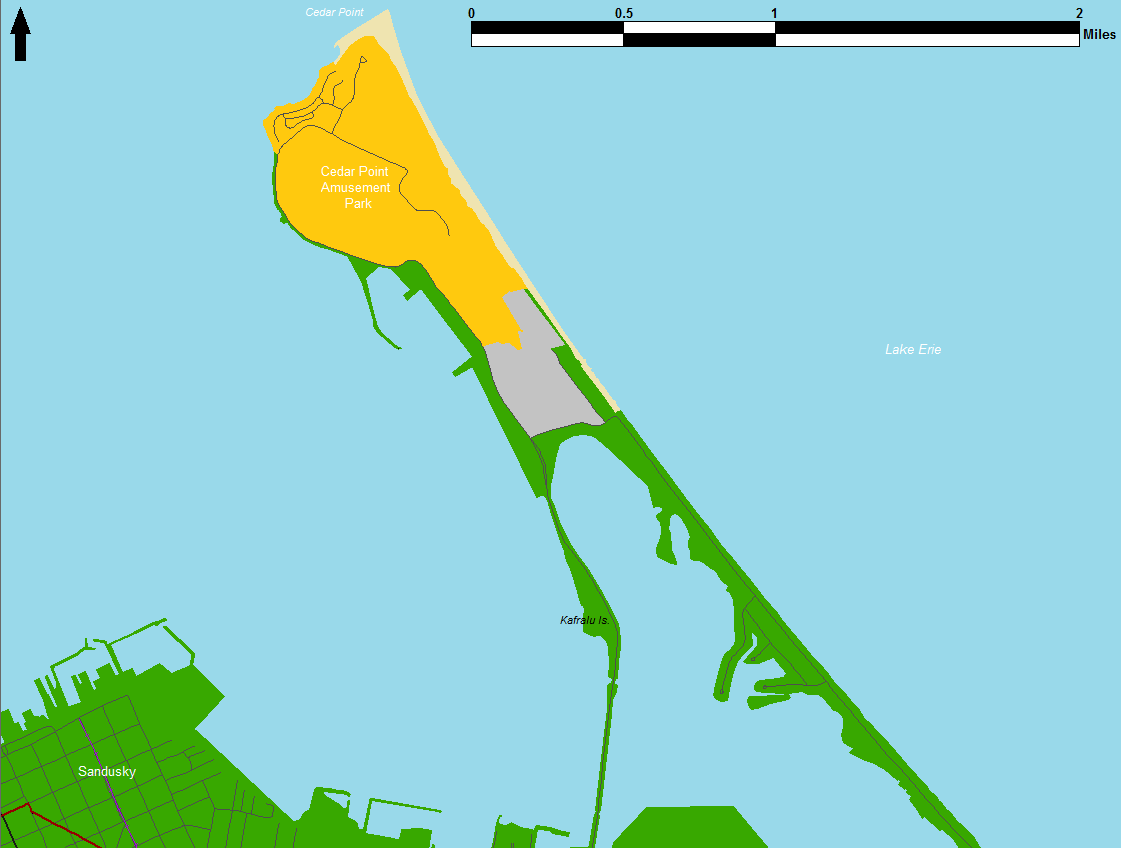
Жёлтым обозначен парк развлечений Cedar Point, остров Кафралу[англ.] — узкая зелёная полоса в нижней части рисунка.